# Donaconethis abyssinica
Donaconethis abyssinica är en insektsart som beskrevs av Günther Enderlein 1909. Donaconethis abyssinica ingår i släktet Donaconethis och familjen Embiidae. Inga underarter finns listade i Catalogue of Life.